# Yo Frankie
Yo Frankie, studioalbum av den amerikanske rock- och popsångaren Dion, utgivet 1989. Albumet är producerat av Dave Edmunds gavs ut på skivbolaget Arista Records.
Efter de fem religiösa rockalbumen gjorde Dion comeback med det "vanliga" rockalbumet Yo Frankie 1989. På detta album har Dion bland annat hjälp av Bryan Adams ("Drive All Night"), k.d. Lang, Lou Reed, Patty Smith och Paul Simon ("Written on the Subway Wall/Little Star").
Albumet nådde 130:e plats på amerikanska Billboard-listan.

## Låtlista
Singelplacering på Billboard inom parentes.
1. "King of the New York Streets" (Dion DiMucci/Bill Tuohy)
2. "And the Night Stood Still" (Diane Warren) (#75)
3. "Yo Frankie (She's All Right With Me)"  (Dion DiMucci)
4. "I've Got to Get to You" (Dion DiMucci/Bill Tuohy)
5. "Written on the Subway Wall/Little Star" (Dion DiMucci/Vito Picone/Bill Tuohy/Arthur Venosa)
6. "Drive All Night" (Bryan Adams/Jim Vallance)
7. "Always in the Rain" (Dion DiMucci/Bob Smith/Bill Tuohy)
8. "Loving You Is Killing Me" (Dion DiMucci/Bob Smith/Bill Tuohy)
9. "Tower of Love" (Dion DiMucci/Bill Tuohy)
10. "Serenade"  (Tom Waits)